# José María Pino Suárez
José María Pino Suárez (ur. 8 września 1869 w Tenosique, zm. 22 lutego 1913 w Meksyku) – meksykański polityk.
Wchodził w skład rewolucyjnego gabinetu proklamowanego przez Francisco Maderę w maju 1911. Dwukrotnie (6 czerwca – 8 sierpnia i 27 września – 21 listopada 1911) był gubernatorem stanu Jukatan. W wyborach prezydenckich z października 1911 został wybrany wiceprezydentem kraju (uzyskał 66% poparcia). Po obaleniu Madery przez grupę wojskowych aresztowany. 22 lutego 1913 został zamordowany z inspiracji Victoriana Huerty.
W 1969 nadano mu pośmiertnie najwyższe odznaczenie Meksyku – Medal Honoru Belisario Domíngueza.
W 2010 roku z okazji stulecia rewolucji meksykańskiej Bank Meksyku wyemitował upamiętniającą go monetę okolicznościową o nominale 5 peso.